# Ácido abiético
O ácido abiético, também conhecido como ácido abietínico ou ácido sílvico, é uma resina ácida e o principal agente irritante do pinheiro. É solúvel em dissolventes orgânicos, tais como álcoois, cetonas e éteres.
Este é biossintetizado por oxidação do abietano catalisado pelo abietanol.